# Surrender (album Diana Ross)
Surrender è un album della cantante statunitense Diana Ross, pubblicato dall'etichetta discografica Motown nel 1971.
L'album è prodotto dal duo composto da Nickolas Ashford & Valerie Simpson, che compongono 10 degli 11 brani, collaborando con altri autori in 3 occasioni. L'altro brano è la cover di Reach Out I'll Be There, portato al successo dai Four Tops nel 1966.
L'uscita del disco è preceduta da quella dei singoli Remember Me (nel 1970) e Reach Out I'll Be There, mentre il 45 giri contenente il brano del titolo viene pubblicato in contemporanea.

## Tracce

### Lato A
1. Surrender
2. I Can't Give Back the Love I Feel for You
3. Remember Me
4. And If You See Him
5. Reach Out I'll Be There

### Lato B
1. Didn't You Know (You'd Have to Cry Sometime)?
2. A Simple Thing Like Cry
3. Did You Read the Morning Paper?
4. I'll Settle for You
5. I'm a Winner
6. All the Befores